# Fort Richelieu
Ne doit pas être confondu avec Fort Richelieu (Sète).
Le Fort Richelieu était un fort situé à l'embouchure de la rivière Richelieu (dite autrefois rivière des Iroquois) au XVIIe siècle à l'emplacement de la ville actuelle de Sorel au Québec.

## Toponyme
Son nom lui avait été donné en mémoire du cardinal de Richelieu (1585-1642), ministre de Louis XIII.

## Histoire

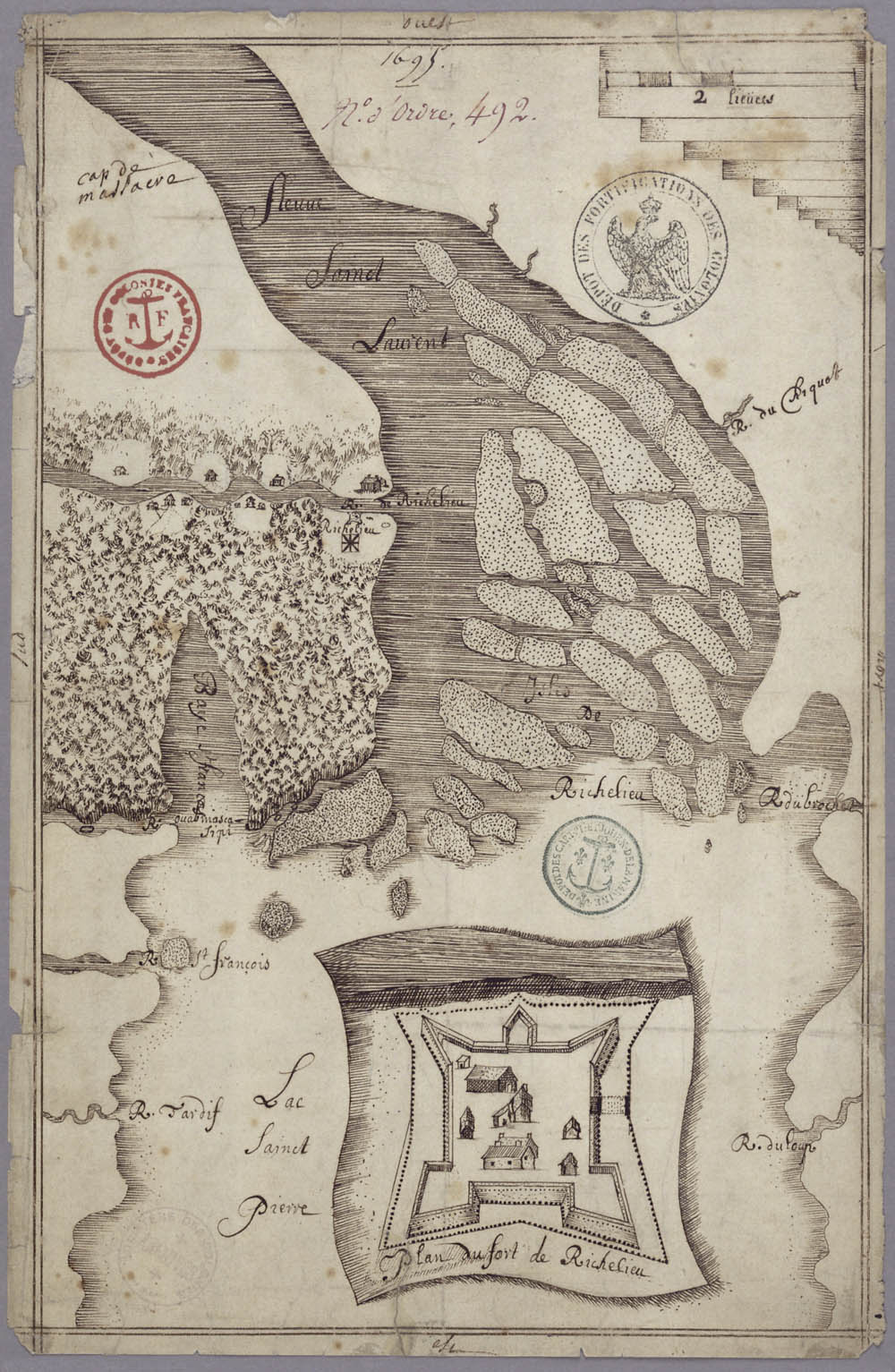
Plan du fort Richelieu en 1695.

Le 13 août 1642, une flottille de 40 hommes arrive à l'embouchure de la rivière aux Iroquois. Sous la direction de M. Charles de Montmagny, ils entreprennent l'érection du fort Richelieu sur l'île Sainte-Croix, qui est destiné à fermer la grande voie par laquelle les Agniers pénètrent dans la colonie. Le père Anne de Noue bénit le fortin. Cette date correspond à la naissance du Bourg de Saurel (Sorel). Le 20 août, plus de 300 guerriers Iroquois attaquent le fort qui n'est naturellement pas achevé. Après une féroce résistance de la part des défenseurs français, les Agniers sont repoussés. Un Français sera tué et quelques-uns seront blessés. Le fort sera abandonné vers la fin de l'année 1646 et sera incendié par les Agniers en février 1647 (il était construit en bois).
Bien pourvus en mousquets (vers 1637, les Iroquois obtinrent des Anglais du poste de Springfield, sur le Connecticut,  et, par la suite, des Hollandais de fort Orange, des armes à feu) et plus agressifs, les Agniers du sud du lac Champlain s'en prennent, en 1642, au fort Richelieu qui vient d'être érigé en travers de leur route. On manque si cruellement de soldats, dans cette nouvelle colonie, qu'il faut réduire la garnison du fort à une dizaine d'hommes, même s'il est stratégiquement vital. Il sera malheureusement abandonné en 1646. Ceci facilitera des incursions guerrières contre les Français et leurs Alliés Amérindiens de la région des Trois-Rivières, vers Montréal et même à Tadoussac et en Gaspésie !
En octobre 1665, M. Jacques de Chambly, capitaine du régiment de Carignan-Salières, demande à Pierre de Saurel, qui est aussi capitaine, de reconstruire le fort Richelieu, avant de descendre le Richelieu et vers le sud du lac Champlain, en Iroquoisie.
Le fort a été désigné lieu historique national du Canada en 1923.

## Contexte
Le Fort Richelieu fait partie d'une série de forts construits le long de la rivière Richelieu afin de protéger cette voie de pénétration à partir des États-Unis. Le Fort Chambly à Chambly et le Fort Saint-Jean à Saint-Jean-sur-Richelieu font partie de cette lignée de forts qui ont contribué à baptiser cette région « La Vallée des Forts », nom donné à l'Autoroute 35 qui longe ce secteur. 